# Sarıyer

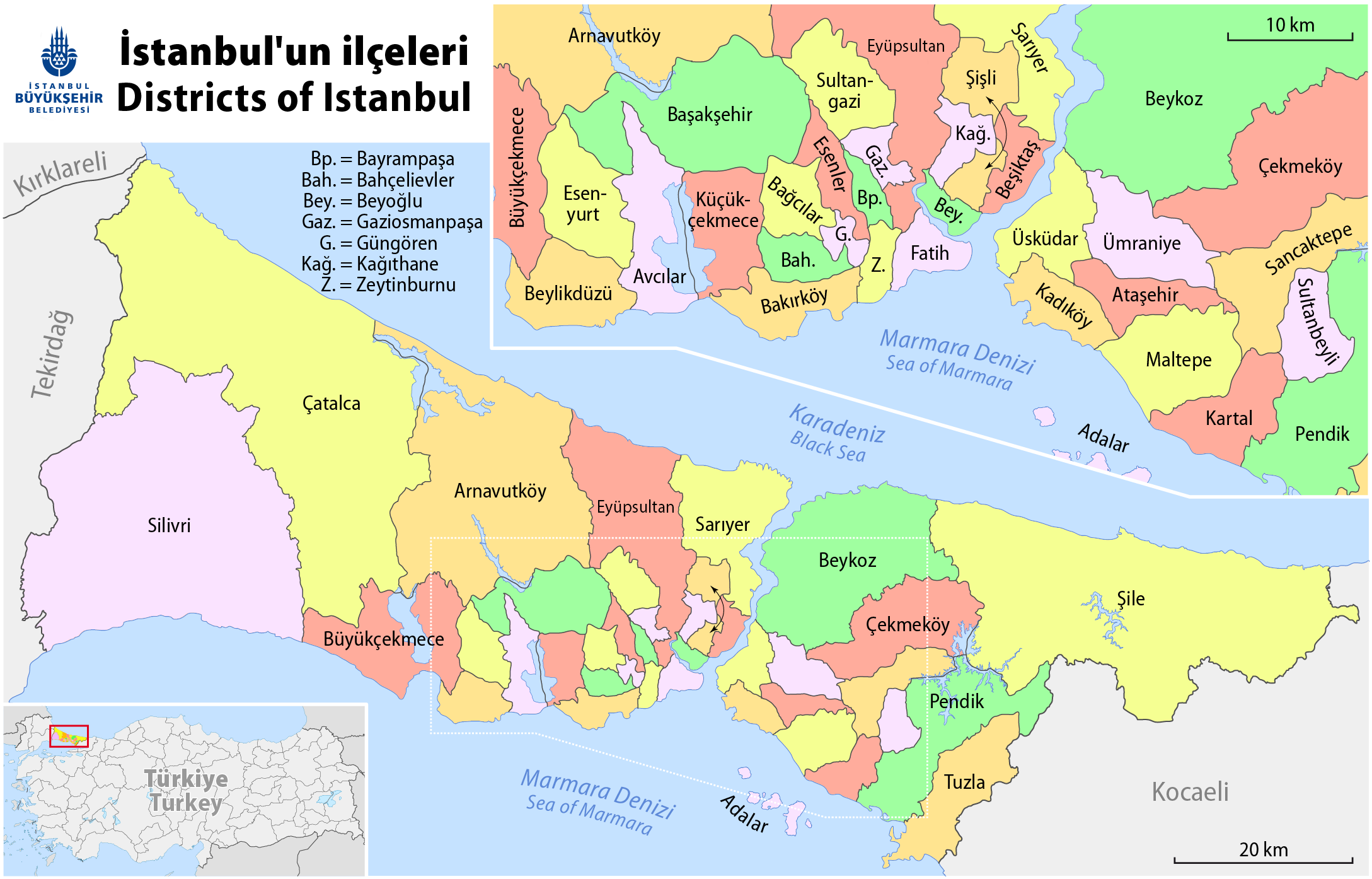
Sarıyer Isztambul térképén

Sarıyer Isztambul tartomány egyik európai oldalon fekvő körzete, Isztambul egyik kerülete. A Boszporusz északi partján fekvő kerület területe 151 km², népessége 2008-ban 276 407 fő volt. Itt található a Rumelihisarı erőd és az isztambuli tőzsde központja is.

## Története
Az ókorban a Simas nevet viselte a vidék, mai nevét a területen valaha bányászott rézről kapta (Sarı (sárga) yer (hely)). A bizánci időkben ritkán lakott terület volt. Népessége az Oszmán Birodalom idejében kezdett növekedni, a 19. század végén a mai kerület egy része Çatalca vilajethez, másik része Beyoğluhoz tartozott.